# Sinopoda chongan
Sinopoda chongan là một loài nhện trong họ Sparassidae. S. chongan được miêu tả năm 2000 bởi Yajun Xu, Chang-Min Yin & Peng.